# Ambasada Rzeczypospolitej Polskiej w Republice Jemenu
Ambasada Rzeczypospolitej Polskiej w Republice Jemenu (ar. سفارة جمهورية بولندا في صنعاء) – polska misja dyplomatyczna w stolicy Jemenu, której ambasador reprezentował Polskę w Sułtanacie Omanu.
Placówka istniała w latach 1990–2008. Jej kompetencje przejęła ambasada RP w Rijadzie.

## Konsulaty honorowe RP
Na terenie działalności ambasady w roku zamknięcia znajdowały się następujące konsulaty honorowe RP:
- Aden – konsul honorowy Abdul Karim Ahmed Alsheibani (język konsula arabski, angielski)[4]